# Mayday × 五月天 the Best of 1999-2013
「Mayday × 五月天 the Best of 1999-2013」は、2013年11月13日にA-Sketchから発売されたメイデイのベストアルバム。

このアルバムはメイデイ日本メジャーデビュー後、初の日本版ベストアルバム。

## 収録内容

### CD
1. Dancin' Dancin'　feat. TERU (GLAY)
  - 作詞:TAKURO (GLAY)、作曲:阿信
    - 悲しみはバラードじゃ癒せない/傷心的人別聽慢歌 の日本語バージョン
2. Belief ～春を待つ君へ～　feat. flumpool
  - 作詞:山村隆太、作曲:阪井一生
    - flumpoolとのコラボ曲
    - 映画「おしん」主題歌
3. 満ち足りた想い出 / 知足
  - 作詞・作曲:阿信
4. 出陣の歌 / 入陣曲
  - 作詞:阿信、作曲:怪獸
5. 一歩一歩 / 步步
  - 作詞・作曲:阿信、作曲:Cola Kai
    - 中国ドラマ「歩歩驚情」主題曲
6. 僕は僕に嘘をつかない / 倔強
  - 作詞・作曲:阿信
7. 愛の記憶は突然に / 突然好想你
  - 作詞・作曲:阿信
8. 恋愛ING / 戀愛ING
  - 作詞・作曲:阿信
    - 台湾ドラマ「徴婚啓事」挿入歌
9. 乾杯 / 乾杯
  - 作詞・作曲:阿信
10. 孫悟空 / 孫悟空
  - 作詞:阿信、作曲:怪獸
11. 瞬間少年ジャンプ / 離開地球表面
  - 作詞・作曲:阿信
12. 君は幸せじゃないのに / 你不是真正的快樂
  - 作詞・作曲:阿信
13. ひとり上手にならないで / 我不願讓你一個人
  - 作詞・作曲:阿信、作曲:冠佑
14. OAOA　feat. Ryuta Yamamura (flumpool)
  - 作詞:山村隆太、作曲:阿信
    - OAOA の日本語バージョン
15. やさしすぎて / 温柔
  - 作詞・作曲:阿信

### 特典DVD
タワーレコード/TSUTAYA RECORDS/HMV 限定予約特典

Mayday Special Exclusive DVD
1. 「Belief ～春を待つ君へ～　feat. flumpool」ミュージックビデオ
2. 「OAOA」LIVE Ver.
3. 「MAYDAY NOWHERE 五月天 諾亞方舟3D」予告編映像